# 哈爾庫申齊
49°55′46″N 33°34′30″E / 49.92944°N 33.57500°E
哈爾庫申齊（烏克蘭語：Гаркушинці），是烏克蘭的村落，位於該國中部波爾塔瓦州，由米爾霍羅德區米尔霍罗德市镇負責管轄，處於霍羅爾河左岸，距離雷巴利斯凱1公里，2001年人口1,402。